# Корнеев, Никита
Никита Корнеев (бел. Мікіта Карнееў; род. 12 января 2005) — белорусский гребец.

## Биография
Участник юношеского чемпионата мира 2023 года среди спортсменов до 19 лет. На чемпионате Европы до 23 лет в 2024 году в Турции завоевал серебро в одиночке.
Бронзовый призёр Большой московской регаты 2023 года и победитель Игр БРИКС 2024 года. По итогам 2024 года был признан лучшим гребцом Беларуси молодёжного возраста.
На чемпионате Европы 2025 года в Болгарии выступал под нейтральным флагом, и завоевал бронзовую медаль в одиночке лёгкого веса.